# エルピス (ギリシア神話)
ギリシア神話において、エルピス (Elpis, 古代ギリシア語: ἐλπίς) は、希望の女神である。若い女性として通常、手に花やコルヌコピアを持って描かれる。

## 神話
詳細はパンドーラー参照。